# پایگاه هوایی تسلیحات نیروی دریایی چاینا لیک
پایگاه هوایی تسلیحات نیروی دریایی چاینا لیک (به انگلیسی: Naval Air Weapons Station China Lake) یک فرودگاه نظامی است . این فرودگاه در کشور ایالات متحده آمریکا قرار دارد و در ارتفاع ۶۹۶ متری از سطح دریا واقع شده‌است.